# Косон
Косон або Козон — король Дакії, що правив близько І століття н.е., на честь якого були викарбувані золоті монети.
Правитель з таким ім'ям не знадується в античних джерелах. Припускають, що «Косон» може бути ідентичним королю Дакії Котисону (Котизону), згаданому Горацієм і Светонієм.
Монети були знайдені в кількох у сховищах Трансільванії. На монетах є напис грецьким алфавітом "ΚΟΣΩΝ". Монети містять стиль римської іконографії: на аверсі зображено орла, який стоїть на скіпетрі та тримає в пазурі вінок; реверс містить трьох чоловіків, одягнених у тоги, двоє з них тримають сокиру на плечі (можливо, це зображення схоже зі срібними денаріями, випущеними Марком Юнієм Брутом у 54 р. до н. е.).
Сучасні вчені сходяться на думці, що ім’я Косон (Козон) це ім'я місцевого короля Дакії, про якого більше нічого не відомо. Ймовірно, був дакійським династом, який водив плем'я ґетів у походи через Дунай, оплачуючи їх своїми монетами. Теодор Моммзен стверджував, що Козон був дакійським союзником Брута, оскільки монети, схоже, походять від тих, що карбував сам Брут. Припускається, що швидше за все, він ідентичний Котисону (Котизону), згаданому Горацієм (Оди III, 8, 18) і Светонієм (Август, 63), дакійським королем за правління імператора Августа, який здійснив рейд за Дунай. 